# Georg Wassilko von Serecki
Georg Wassilko von Serecki, rumunsky Gheorghe Wassilko de Serecki (17. února 1863 Berehomet – 24. března 1940 Berehomet), byl rakouský šlechtic a politik rumunské národnosti z Bukoviny, na přelomu 19. a 20. století poslanec Říšské rady, zemský hejtman Bukoviny.

## Život
Pocházel z šlechtického rodu. Jeho otec Alexander Wassilko von Serecki byl zemským hejtmanem. Po smrti otce roku 1893 převzal Georg správu rodového fideikomisního velkostatku.
Georg se narodil roku 1863 v Berehometu. Studoval na gymnáziu v Černovicích a na Tereziánské akademii ve Vídni. Navštěvoval pak vysokou školu v Černovicích a ve Vídni. Na vysoké škole ve Vídni patřil do studentského spolku Danubia a měl blízko k liberálnímu rumunskému spolku România Jună. V národnostních otázkách ale odmítal nacionalismus.
Od roku 1898 byl poslancem Bukovinského zemského sněmu za kurii velkostatkářskou. Na sněmu patřil do rumunského poslaneckého klubu. Po rozkolu v tomto klubu patřil mezi umírněné, provládní Rumuny, kteří byli označováni jako Paktisté. Následně ovšem i z tohoto uskupení odešel, přičemž kritizoval údajné rozdmýchávání národnostních vášní. Jeho rivalem byl rumunský politik Tudor de Flondor.
Byl i poslancem Říšské rady (celostátního parlamentu Předlitavska), kam usedl v doplňovacích volbách roku 1895 za kurii velkostatkářskou v Bukovině, II. voličský sbor. Nastoupil 8. března 1895 místo místo Viktora Styrczey. Mandát zde obhájil ve volbách roku 1897 a volbách roku 1901. V poslanecké sněmovně setrval do roku 1904, kdy rezignoval po jmenování do Říšské rady. Ve volebním období 1891–1897 se uvádí jako svobodný pán Georg Wassilko, velkostatkář, bytem Berehomet.
Do Říšské rady ho v roce 1895 podpořili rumunští a židovští statkářští voliči. Po nástupu do parlamentu se připojil ke konzervativnímu a federalistickému Hohenwartově klubu. Po rozpadu tohoto klubu zasedal v samostatném Rumunském klubu a byl jeho místopředsedou. V roce 1901 se uvádí jako rumunský kandidát. Zasedal pak v poslaneckém Rumunském klubu.
10. června 1904 byl povolán za člena Panské sněmovny (nevolená horní komora Říšské rady). Od září 1904 byl také zemským hejtmanem (předsedou zemského sněmu) Bukoviny. Současně s povoláním za dědičného člena Panské sněmovny byl povýšen do hraběcího stavu.
Po připojení Bukoviny k Rumunsku byl v roce 1919 a znovu roku 1922 zvolen za člena Rumunského senátu.